# Sullivan (Missouri)
Sullivan é uma cidade localizada no estado americano de Missouri, no Condado de Crawford e Condado de Franklin.

## Demografia
Segundo o censo americano de 2000, a sua população era de 6351 habitantes.
Em 2006, foi estimada uma população de 6657, um aumento de 306 (4.8%).

## Geografia
De acordo com o United States Census Bureau tem uma área de
19,9 km², dos quais 19,9 km² cobertos por terra e 0,0 km² cobertos por água. Sullivan localiza-se a aproximadamente 292 m acima do nível do mar.

## Localidades na vizinhança
O diagrama seguinte representa as localidades num raio de 20 km ao redor de Sullivan.